# راؤول فيسنتي أماريا
راؤول فيسنتي أماريا (بالإسبانية: Raúl Vicente Amarilla)‏ (19 يوليو 1960 في لوكي في باراغواي – )؛ هو لاعب كرة قدم سابق كان يلعب كمهاجم.

## وصلات خارجية
- راؤول فيسنتي أماريا على موقع الاتحاد الأوربي (الإنجليزية)
- راؤول فيسنتي أماريا على موقع رابطة كرة القدم اليابانية للمحترفين (اليابانية)
- راؤول فيسنتي أماريا على موقع قاعدة بيانات كرة القدم.إي يو (الإنجليزية)
- راؤول فيسنتي أماريا على موقع Soccerway.com (الإنجليزية)
- راؤول فيسنتي أماريا على موقع عالم كرة القدم.نت (الإنجليزية)